# Rumex coreanus
Rumex coreanus är en slideväxtart som beskrevs av Takenoshin Nakai. Rumex coreanus ingår i släktet skräppor, och familjen slideväxter. Inga underarter finns listade i Catalogue of Life.